# Małyj Sambir
Małyj Sambir (ukr. Малий Самбір) – wieś na Ukrainie, w obwodzie sumskim, w rejonie konotopskim, w hromadzie Popiwka. W 2001 liczyła 709 mieszkańców, spośród których 691 wskazało jako ojczysty język ukraiński, 14 rosyjski, 2 mołdawski, 1 białoruski, a 1 osoba się nie zadeklarowała.